# Snowmass Village
Snowmass Village é uma cidade  localizada no estado americano de Colorado, no Condado de Pitkin.

## Demografia
Segundo o censo americano de 2000, a sua população era de 1822 habitantes.
Em 2006, foi estimada uma população de 1741, um decréscimo de 81 (-4.4%).

## Geografia
De acordo com o United States Census Bureau tem uma área de
66,2 km², dos quais 66,0 km² cobertos por terra e 0,2 km² cobertos por água.

## Localidades na vizinhança
O diagrama seguinte representa as localidades num raio de 40 km ao redor de Snowmass Village.